# Prosimulium constrictistylum
Prosimulium constrictistylum är en tvåvingeart som beskrevs av Peterson 1970. Prosimulium constrictistylum ingår i släktet Prosimulium och familjen knott.
Artens utbredningsområde är British Columbia. Inga underarter finns listade i Catalogue of Life.